# 複線

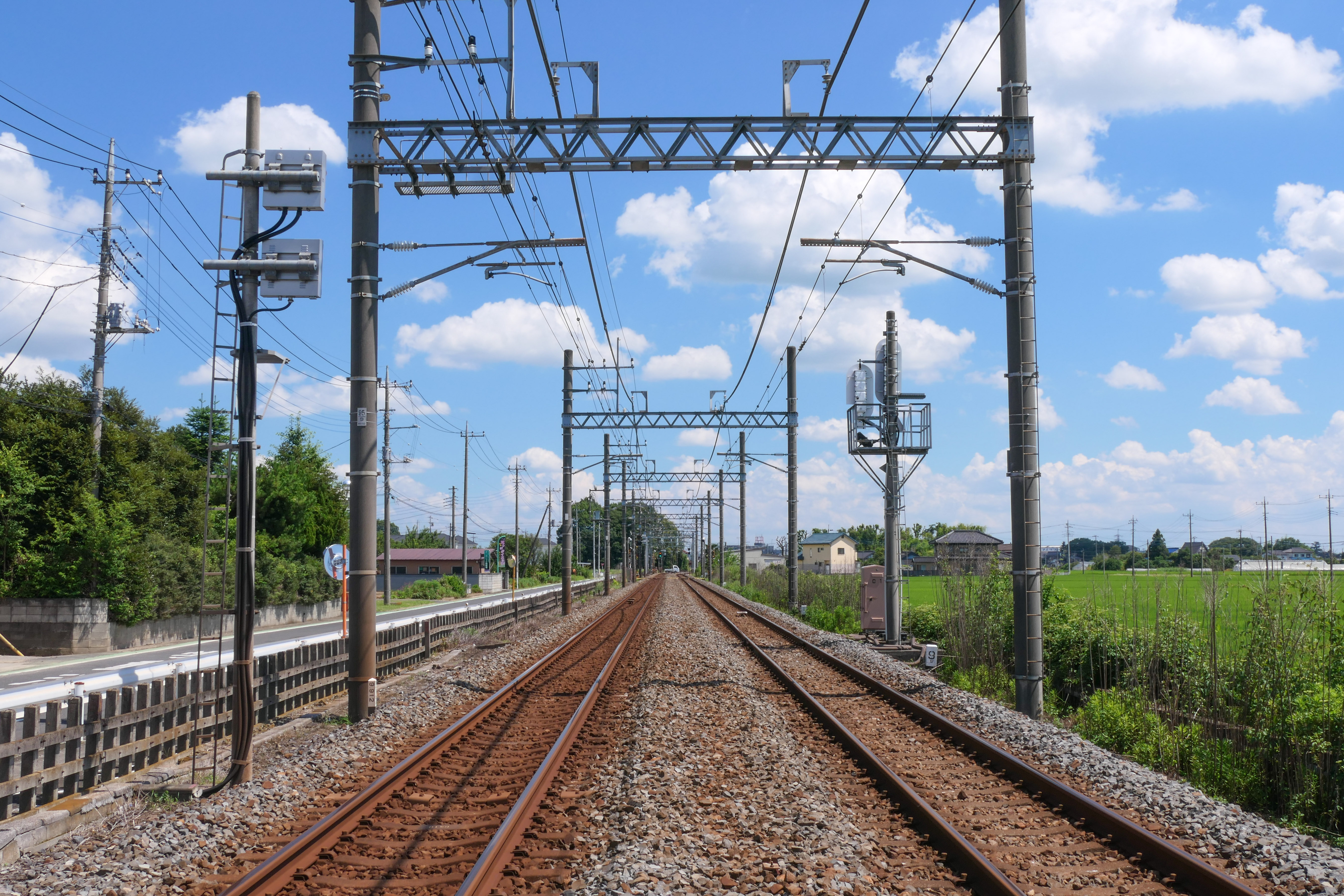
日本における複線の例（左は上り線、右が下り線。東武日光線）

複線（ふくせん、英: double track）とは、鉄道の軌道を上り列車用と下り列車用にそれぞれ専用の軌道を敷設した線路施設である。

## 配線の特徴
単線の運行では上り列車と下り列車を交換できるのは交換可能駅（行き違い施設）のみで、そこで対向列車を待ち合う必要があるため、設定可能なダイヤは大きく制限される。一方、複線ならば対向列車を待つことなく、閉塞区間の距離に応じて多くの列車を運行できる。複線であれば対向列車の待ち時間を解消でき、ダイヤの自由度が上がるとともに列車の運行間隔を切り詰めることもできる。また、事故や災害などでダイヤが乱れた際には、一方の列車の遅れが反対方向の列車に影響を及ぼすことがないので、運転整理も行いやすくなる。線路容量の観点では、複線で運行可能な列車本数は単線に比べて2倍から3倍に達する。
初期のイギリスの鉄道では、電信技術がなかったために、隣の駅と事前に列車の運行を打ち合わせることができなかった。このことから単線では正面衝突を防止することが困難だったため、多くの路線が複線で建設され、信号機は主に列車の追突を防ぐために設置され、時間間隔法で運用されていた。建設費用の安い単線は望まれてはいたが、実際に電信で駅間での打ち合わせができるようになるまでには、鉄道の開通から20年ほどを要した。

## 配線の種類

### 本線の配線
大都市の地下鉄などでは、本線の配線は複線で両端の駅も複線であることが多い。一方、本線の配線が複線でも両端の駅は単線の場合もあり、最小運転間隔の制約となる。

### 双単線と単線並列
線路が2本並んでいて、両方の線路を複線として運行することも、単線として運行することもできるようにした配線を双単線という。
一方、単に線路が2本並んでいても、上りと下りの列車の使用する線路が分離されておらず、それぞれ単線として運行されているような例は複線とは呼ばず単線並列と呼ぶ。単線並列では、線路容量や高速化などの複線の持っている多くの長所はないが、路線が分岐する区間などで用いられることがある。複線として建設された区間では、その進行方向を前提として分岐器や信号機を設置しているので、そのままでは単線並列運転を行うことはできない。

## 複線の採用と運行

### 複線の採用
日本では複線は多く採用されているが、運転間隔が稠密なため双単線はほとんど採用されていない。なお、宮崎県には複線区間が一切存在せず、全線単線である。また、徳島県は佐古駅 - 徳島駅間（高徳線と徳島線の単線並列）を除き、全線単線である。富山県は、2015年に北陸本線が第三セクター鉄道のあいの風とやま鉄道に転換されたため、JR在来線（より厳密には氷見線、城端線、高山本線は岐阜県内も含めて）が全線単線となっている。
ヨーロッパでは双単線が採用されている例も多い。フランスのLGVでは数十kmごとに渡り線を配置する双単線を採用している。台湾高速鉄道も欧州規格を採用しており同様の双単線が採用されている。

### 複線の運行

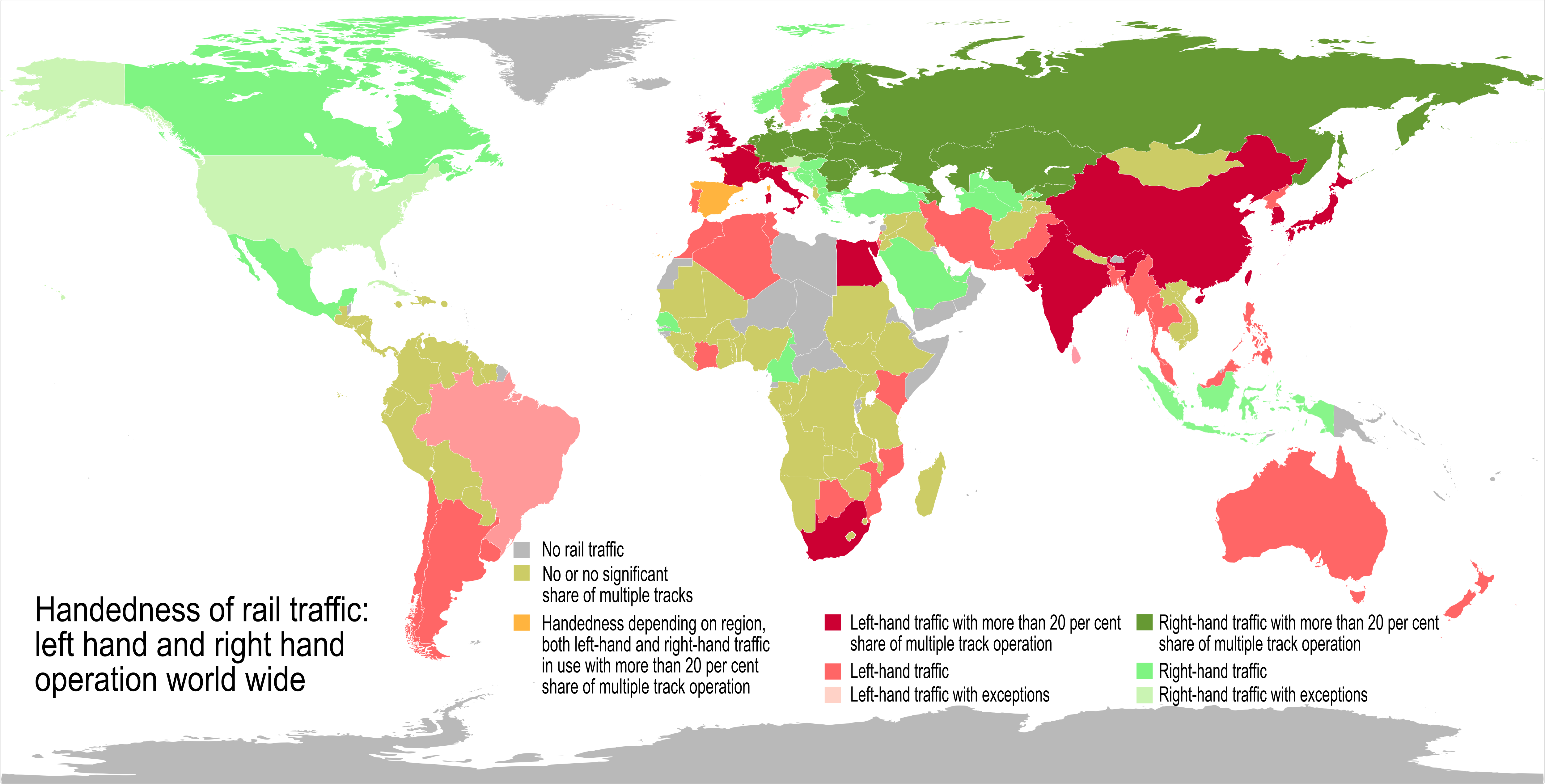
世界の鉄道の左側通行・右側通行の別

複線の路線においては、折り返しや分岐のある駅や信号場の構内を除き、個々の線路での列車の進行方向が一方に定められていることが多い。日本においては左側通行であるが、これは国や路線によって異なる。また道路の通行区分とは必ずしも一致しない。例えばフランスや台湾では道路は右側通行だが鉄道は左側通行である。また、中華人民共和国や大韓民国では、国有鉄道などの地上路線は左側通行であるのに対し、地下鉄・都市鉄道は一部を除き右側通行である。左側通行の国と右側通行の国を直通する路線では、国境付近で立体交差などにより上下線を入れ替えている。

## 複線化
単線であった路線を複線にすることを複線化と呼ぶ。一般には単線時代の線路を複線の線路の一方に利用して、もう一本の線路を敷くことで工事をするが、場合によっては単線時代の線路を放棄して、丸々複線の線路を新設することもある。これは複線化に合わせて線路の改良を行う目的などによる。

### 増設の方法
もう一本の線路を既存の線路の脇に増設することを腹付け線増（はらづけせんぞう）と呼ぶ。一方、一本の線路を増設する場合でも、土地の買収の問題や線路改良の意図などから、駅構内のみ上下線を並べて駅間では既存の線路とは離れた場所に線路を敷設する場合があり、このような例を別線線増（べつせんせんぞう）と呼ぶ。
別線線増となっている区間としては、
- 北陸本線
  - 新疋田駅 - 敦賀駅
- 東北本線
  - 豊原駅 - 白坂駅
  - 松川駅 - 金谷川駅 - 南福島駅
- 上越線
  - 越後中里駅 - 土樽駅
  - 土合駅 - 湯檜曽駅
- 伯備線
  - 倉敷駅 - 清音駅
- 長崎本線
  - 諫早駅 - 西諫早駅
- 日豊本線
  - 西屋敷駅 - 立石駅
  - 中山香駅 - 杵築駅
  - 東別府駅 - 西大分駅
- 鹿児島本線
  - 植木駅 - 田原坂駅
  - 伊集院駅 - 薩摩松元駅
  - 上伊集院駅 - 広木駅
- 南海高野線
  - 天見駅 - 紀見峠駅

- 豊沙線 （中華人民共和国）
  - 雁翅駅（中国語版）- 邢家堡駅（中国語版）

などの例がある。

### 複線化時の勾配改良
複線化に際して同時に急勾配区間の改良を行う例がある。急勾配の既存路線を放棄して勾配の緩い複線の新線を建設する場合は複線別線線増（ふくせんべつせんせんぞう）と呼ぶ。代表的な例として北陸トンネルがある。
一方、列車の運行上急勾配が問題になるのは下り勾配よりも上り勾配の時であるので、急勾配の既存路線をその勾配を下る向きに再利用して、勾配を登る向きの線路だけを別線線増で緩い勾配にすることがあり、これを迂回線増（うかいせんぞう）と呼ぶ。代表的な例としては東海道本線の大垣駅 - 関ケ原駅間があり、上り本線は垂井駅を経由するが、下り本線は旧・新垂井駅（1986年廃止）を経由するルートで迂回する。
より複雑な例としてたすき掛け線増（たすきがけせんぞう）がある。峠を越えるためにその両側に急勾配区間がある単線区間を複線化する時に、緩勾配の単線を2本建設して途中で従来の線路に図に示したようにつなぎ合わせる。新たに建設した緩勾配の線路を峠を上る向きに使用し、峠を下る時には従来の急勾配の線路を使用する。このようにすることで、どちらの方向に列車を運転する時も、上り勾配を緩くすることができ、また従来の線路の一部を再利用できるので、すべての区間を勾配の緩い複線で造り直すよりも安く済ませることができる。ただし峠の頂点付近の旧線は再利用できずに廃止になることが多い。この手法は、東北本線の複線化で多用された。

### 複線化の計画もしくは要望がある路線
ここでは単線路線で複線化の計画もしくは沿線自治体から複線化の要望がある路線について取り上げる。

#### JR

##### JR東日本
- 川越線 - 埼京線内が複線なのに対し、当線が日進以西が単線であることにより、ダイヤ面・本数面からも要望が出ている。
- 相模線 - 神奈川県と沿線自治体による相模線前線複線化を求める「相模線複線化等促進期成同盟会」が存在する[6][7]。

##### JR東海
- 関西本線 - 名古屋駅から南四日市駅までの完全複線化が2008年（平成20年）までに整備することが適当である路線とされている[8]。